# École nationale supérieure d'agronomie et des industries alimentaires
L'École Nationale Supérieure d'Agronomie et des Industries Alimentaires (ENSAIA) è una scuola di ingegneria francese avente sede a Vandoeuvre-lès-Nancy, vicino a Nancy, nel dipartimento della Meurthe-et-Moselle, che si specializza nell'ingegneria biologica e agricola.
Gli studenti possono accedere alla scuola in diversi modi, però il modo più comune è seguendo un corso di preparazione di due anni.

## Storia
L'ENSAIA è nata nel 1971 dalla fusione di tre scuole della città di Nancy: l'École de Brasserie et de Malterie (nata nel 1893), l'École de Laiterie (nata nel 1905) e l'École Nationale Supérieure d'Agronomie de Nancy (ENSA, formatasi nel 1948 a partire dall'Institut Colonial et Agricole, a sua volta nato nel 1905).